# Micrurus ornatissimus
Espèce
Synonymes
- Elaps ornatissimus Jan, 1858
- Elaps buckleyi Boulenger, 1896

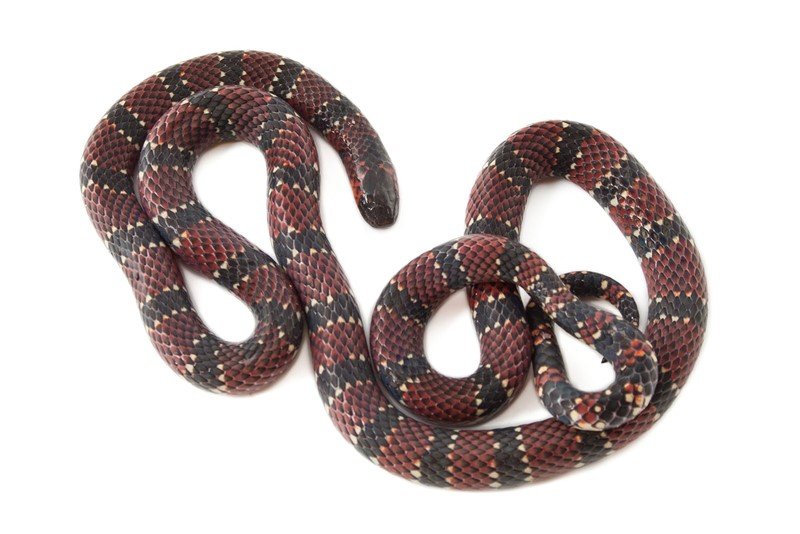

Micrurus ornatissimus est une espèce de serpents de la famille des Elapidae.

## Répartition
Cette espèce se rencontre sur le versant amazonien des Andes au Pérou, en Équateur et en Colombie.

## Publication originale
- Jan, 1858 : Plan d'une iconographie descriptive des ophidiens et description sommaire de nouvelles espèces de serpents. Revue et Magasin de Zoologie Pure et Appliquée, Paris, ser. 2, vol. 10, p. 438-449 & 514-527 (texte intégral).